# Tichey
Tichey ist eine französische Gemeinde mit 212 Einwohnern (Stand: 1. Januar 2022) im Département Côte-d’Or in der Region Bourgogne-Franche-Comté (vor 2016 Bourgogne). Sie gehört zum Kanton Brazey-en-Plaine im Arrondissement Beaune.

## Lage
Die Gemeinde Tichey liegt an der Sablonne, etwa 42 Kilometer südsüdöstlich von Dijon an der Grenze zum Département Jura. Die Gemeinde grenzt im Norden und Osten an Saint-Aubin, im Süden und Osten an Saint-Loup, im Südwesten an Bousselange sowie im Westen an Montagny-lès-Seurre.

## Bevölkerungsentwicklung
| Jahr                       | 1962 | 1968 | 1975 | 1982 | 1990 | 1999 | 2006 | 2011 | 2019 |
| -------------------------- | ---- | ---- | ---- | ---- | ---- | ---- | ---- | ---- | ---- |
| Einwohner                  | 204  | 191  | 185  | 195  | 187  | 172  | 184  | 215  | 213  |
| Quellen: Cassini und INSEE |      |      |      |      |      |      |      |      |      |

## Sehenswürdigkeiten

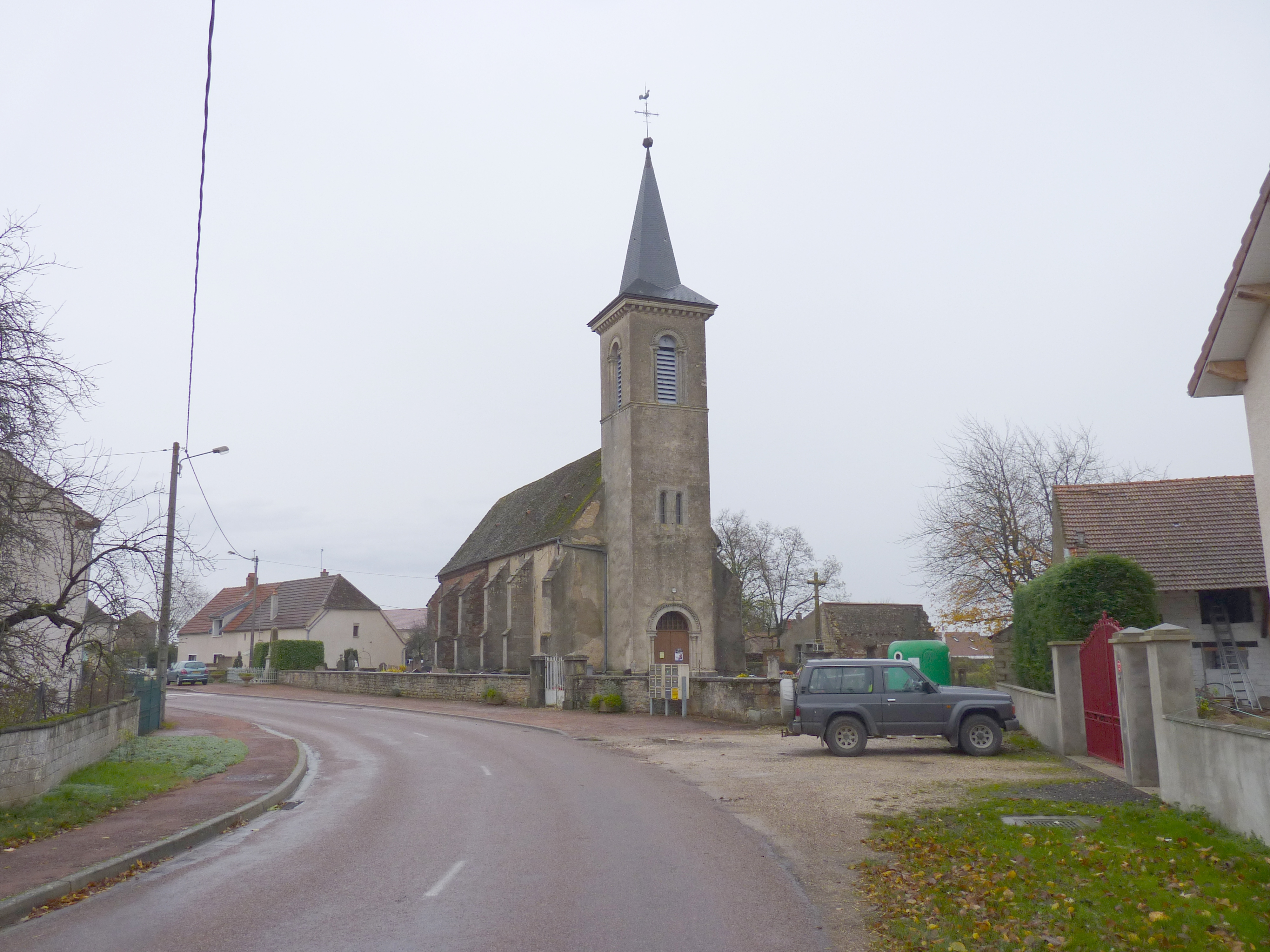
Kirche Saint-Pierre

- Kirche Saint-Pierre